# Церква Успіння Пресвятої Богородиці (Налужжя)
Церква Успіння Пресвятої Богородиці в Налужжі — парафія і храм православної громади Теребовлянського деканату Тернопільсько-Теребовлянської єпархії Православної церкви України у селі Налужжя Тернопільського району Тернопільської области.
Оголошена пам'яткою архітектури місцевого значення.

## Історія церкви
У 1830 році на місці, де нині стоїть храм, збудували дерев'яну капличку. За переказами, якось перед Літургією паламарю з'явився образ Божої Матері. Коли її перенесли до церкви в с. Ладичин, ікона знову з'являлася на тому ж місці, вказуючи, де має бути храм. Її повернули до каплички.
У 1872 році, за підтримки місцевої графині, розпочали будівництво храму, яке тривало 12 років. Дерев'яну капличку розібрали, а ікону перенесли до нової церкви. Люди приходили до чудотворного образу і отримували зцілення, залишаючи на знак подяки коштовності, якими й прикрасили ікону.
У 1886 році на церковному подвір'ї була стара дзвіниця з трьома дзвонами, один з яких врятував церкву та чудотворну ікону від пожежі.
У 1951 році на одній із гір села з'явилася Божа Матір. На тому місці забило цілюще джерело. Щороку, на престольний празник Успіння Пресвятої Богородиці, до цього святого місця з'їжджаються паломники.

## Парохи
- о. Йосиф Дидицький (1832—1839), завідатель
- о. Григорій Олесницький (1839—1840), адміністратор
- о. Ісаак Бошкевич (1840—1841), завід.
- о. Антін Іжовський (1841—1847), адм.
- о. Михайло Курилович (1847—1863), парох
- о. Іван Мартинець (1863—1864) адм., (1864—†1881) парох
- о. Валерій Ганкевич (1881—1882), адм.
- о. Іван Райтаровський (1882—†1900), парох
- о. Ярослав Мандичевський (1900—†1935)
- о. Яків Білоскурський (1935—1936), адм.
- о. Микола Декайло (1936—1944), парох
- о. Петро Рожаловський (з ?).